# T.J. Campbell
Terrance Campbell, detto T.J. (Phoenix, 23 gennaio 1988), è un cestista statunitense, professionista nella NBDL e in Europa.

## Palmarès
- Match des Champions: 1

Nanterre: 2014
- EuroChallenge: 1

Nanterre: 2014-15